# Wiebe Wieling
Wiebe Wieling (Menaldum, 15 december 1955) is voorzitter van de Koninklijke Vereniging De Friesche Elf Steden. Daarnaast is hij schoolbestuurder.
Op 18 november 2005 werd Wieling door Henk Kroes geïntroduceerd als diens beoogde opvolger. Op 16 december werd hij tot bestuurslid verkozen, met als doel op termijn het voorzitterschap over te nemen. De twee jaar werden gebruikt om Wieling in te werken. Op 14 december 2007 ging zijn voorzitterschap in. Op 8 februari 2012 stond hij in heel Nederland in het middelpunt van de belangstelling bij de persconferentie waarin hij aankondigde dat er geen Elfstedentocht zou worden gehouden. In het noorden was er voldoende ijs, maar het kon niet voor het overige deel waar het ijs tot 8 cm kwam.
Zelf heeft Wieling de Elfstedentocht twee keer volbracht. De dertiende Elfstedentocht reed hij samen met zijn vrouw Tjetje Dieuwke Stapensea.
Wieling studeerde economie en sociale geografie aan de RUG en was van 1997 tot 2004 lid en vanaf 2001 voorzitter van het College van Bestuur (CvB) van Van Hall Larenstein in Leeuwarden. Van 1 september 2004 tot 1 september 2007 was hij lid van het CvB van de Hanzehogeschool Groningen en per 1 augustus 2009 CvB-voorzitter van OSG Piter Jelles in Leeuwarden. 